# Spilogona scutulata
Spilogona scutulata är en tvåvingeart som först beskrevs av Johann Andreas Schnabl och Dziedzicki 1911.  Spilogona scutulata ingår i släktet Spilogona och familjen husflugor. Arten är reproducerande i Sverige. Inga underarter finns listade i Catalogue of Life.